# 綺
綺（き）とは、絹織物の一種。紗綾（さや）、平地綾紋織（ひらじ あやもんおり）とも呼ぶ。
糸は経糸と緯糸両方に生糸を用いて織りあがり後に湯に通して練ったもので、地は無紋の平織組織で四枚綾（綾織で緯糸四本ごとに経糸がかかる織り方）で模様を織り出している。
同じ絹織物でも地紋が有ることが多い綾組織の織物に比べると、すっきりと軽やかな印象である。

## 歴史
中国で考案された織物だが早い時期に日本に伝来し、正倉院御物の中にすでに国産品と思われる綺が見られることからも複雑な模様織の織物としてはいち早く国産化に成功している（ただし、高位の貴族の多くは国産品が生産されるようになってからも、中国からの輸入品を使っていたと思われる）。
その後、より複雑で豪華な綾組織の織物に押され、応仁の乱の戦火によって技法が一時断絶したが、安土桃山時代に中国から技法が再輸入された際には「紗綾」と呼ばれるようになっていた。この紗綾は「慶長小袖」などの小袖に用いられ、非常に人気があったが、江戸時代に入る頃には衰退し始め、江戸中期には綸子が小袖の生地として一般的になる。

## 綺にまつわる言葉
綺麗
衣服の様子が整い、美しいことを表す語句。綺の糸偏が抜けた「奇麗」という字の場合は美しいもの全般を広く表現する。
綺羅星の如し
身分の高い人が一堂に会している様子を表す語句。「きら星の 如し」と誤読されることが多いが、「綺 羅 星の 如し」が正しい区切り方である。綺も羅も絹織物のことで、高価な絹織物を着た貴族たちが天の星の如く大勢集まった様子を指す。
紗綾形
現在も着物地の模様に頻繁に使われる「卍つなぎ」という模様のこと。紗綾によく織り出されていたことから、このように呼ばれている。